# ABS樹脂
ABS樹脂（エービーエスじゅし、英語: ABS resin）とは合成樹脂の一種で、アクリロニトリル（Acrylonitrile）、ブタジエン（Butadiene）、スチレン（Styrene）共重合合成樹脂の総称。CAS登録番号は9003-56-9。ABSは原料の頭文字に由来する。常用耐熱温度は70 - 100 ℃。硬くて丈夫で光沢のある成型品を作ることができ、椅子やテーブルなどにも利用されている。

## 特徴
- 熱可塑性[5]。
- 常用耐熱温度は70 - 100 ℃。120 ℃以上の耐熱性を持つものもある。
- 外観は常温で薄い橙色の固体。各成分の屈折率を同調させたグレードは薄黄色掛かった透明。
- 剛性、硬度、加工性、耐衝撃性[5]、曲げ疲労性など機械的特性のバランスに優れる。原料の配合比率を調整して、品質の変更が可能[6]。
- 表面の美観[7]や印刷特性[3]に優れる。
- 良好な流動性を持ち、薄肉品などの成形性が良い。
- 有機溶剤には可溶だが、酸性溶液やアルカリ溶液には不溶。
- 耐候性はあまり良くなく[6]、長時間直射日光を当て続けると劣化する。
- 一般に耐薬品性には劣り、アルコール類、鉱油、強酸、強アルカリなどの付着により劣化し、ケミカルクラックの要因となる。

## 改質
難燃ABS樹脂（FR-ABS）
ブタジエンの比率が少ない場合にはUL94-HB、難燃性V-0や5Vを満たすためには各種難燃剤をコンパウンドする。
強化ABS樹脂
主に剛性を向上させるために各種繊維をコンパウンドする。ガラス繊維（GF-ABS）の使用例が最も多いが、反りを低減するためにマイカなどを加える場合もある。導電性付与を目的に炭素繊維などをコンパウンドする場合もある。装飾用途や玩具用途では質感を持たせるために鉄や亜鉛などの金属粉末を混ぜることもある。
α-メチルスチレン系ABS樹脂
ABS樹脂のスチレンに代替し、α-メチルスチレンを重合させたもの。通常のABS樹脂よりも耐熱性に優れる。
フェニルマレイミド系ABS樹脂
フェニルマレイミドを使用し、イミド変性を加えたABS樹脂。耐熱性向上の効果はα-メチルスチレン系を上回る。
ASA樹脂（AAS樹脂）
英名：Acrylonitrile-Styrene-Acrylate resin。CAS番号26299-47-8。ABS樹脂のブタジエンに代替し、アクリルゴムを重合させたもの。耐衝撃性を維持しつつ耐候性の向上が図れる。
ACS樹脂
英名：Chlorinated-polyethylene-Acrylonitrile-Styrene resin。ABS樹脂のブタジエンに代替し、塩素化ポリエチレンを重合させたもの。難燃性V-0かつ高い耐候性を持つ。機械的物性はABS樹脂と遜色が無い。
AES樹脂
英名：Acrylonitrile-Ethylene-Styrene resin。ABS樹脂のブタジエンに代替し、エチレン系ゴムであるEPDMを重合させたもの。ABS樹脂同等の機械的物性と、AASやACS樹脂相当の耐候性を持ちつつ、熱的特性でもABS樹脂に見劣りしないが、熱には弱く約75 ℃を超えると軟化が始まる。

## 歴史
1948年に特許を取得し、1954年にBorg-Warner社によって初めて製品化されたABS樹脂は、その高機能性からエンジニアリングプラスチックに分類され、種々の機器の筐体や内装、建材など広い分野で採用された。難燃性樹脂への改質も容易であったため、テレビなどの電気機器にも広く採用された。また、ポリカーボネートなどの流動性改良を目的としたアロイ化の主材料としても広く活用されてきた。その後のHIPSの難燃化や金型技術の向上により外装分野こそ取って替わられつつあるが、繊維強化グレードなどの開発により機構部品などの分野で依然として多く活用されている。

## 用途
主に家電や電気電子製品の各種外装・筐体・機構部品類、自動車の内装部品、文具・雑貨類、事務用家具部材、ブラシの柄などに使用。学校教育用のリコーダーなどの楽器類にも使用されている。また玩具製品や模型の可動部部品や樹脂製の鉄道模型の車輪や透明部品を除いた大部分など、様々な用途で使用される。